# Jan van Doerne (15e eeuw)
Jan van Doerne (circa 1395 - ná 1462) was een ministeriaal van de hertog van Brabant en leenman van de lage en middelbare jurisdictie van Deurne.
Van Doerne werd geboren als telg uit een geslacht dat reeds meer dan een eeuw tot de ministerialiteit van de hertog van Brabant behoorde. Bij zijn geboorte was zijn vader al heer van Deurne. Jan had zeker vier zussen en twee broers.
Omstreeks 1428 werd hij als opvolger van zijn vader beleend met de heerlijkheid Deurne. Zijn residentie was het Klein Kasteel, dat hij als leengoed van de heer van Cranendonck hield. In 1456 deed hij de heerlijkheid van de hand, vermoedelijk omdat hij geen wettige opvolgers had. Ywan de Mol, een patriciër uit Ledeberg bij Gent, was zijn opvolger, ondanks pogingen van Everard van Doerne huis en heerlijkheid te verwerven.
Van Doerne was gehuwd met Aleijt Nooijen van Doerne. Uit relaties met Dyela van der Heijden en Yden Amelis 's Clusensoen had hij drie onwettige zonen.